# Феррер, Мел
Мел Фе́ррер (англ. Mel Ferrer; 25 августа 1917 — 2 июня 2008) — американский актёр, кинорежиссёр и продюсер.

## Биография
Мелчор Гастон Феррер родился в Нью-Джерси. Его предки были католиками, выходцами из Испании (Каталонии) и Ирландии. Актёрскую карьеру Феррер начал в середине 1930-х годов с выступлений в летних театрах. В 1937 году он появился на Бродвее в качестве танцора, а спустя два года состоялся его актёрский дебют.
В 1946 году Феррер выступил в качестве режиссёра в одной из бродвейских постановок, и в то же время дебютировал как кинорежиссёр. За годы своей карьеры он снял десять фильмов, а также сыграл более сотни ролей как в кино, так и на телевидении. Среди его киноработ наиболее заметными стали Ноэл в «Скарамуше» (1952), Пол Берталет в «Лили» (1953), Артур в «Рыцарях Круглого стола» (1953), Андрей Болконский в «Войне и мире» (1956) и Роберт Кон в драме «И восходит солнце» (1957).
В качестве продюсера он успешно себя показал в 1967 году в триллере «Дождись темноты», где главную роль исполнила его супруга Одри Хепбёрн. До женитьбы на Хепбёрн, родившей ему сына Шона, актёр ещё трижды был женат, став отцом пятерых детей. В 1971 году, спустя три года после развода с Хепбёрн, Феррер женился (в пятый раз: на Елизавете Сухотиной), на этот раз прожив с супругой всю оставшуюся жизнь до своей смерти от сердечной недостаточности в июне 2008 года.
За свой вклад в киноиндустрию Мел Феррер удостоен звезды на голливудской «Аллее славы».

## Избранная фильмография
| Год       |    | Русское название                         | Оригинальное название                         | Роль                              |
| --------- | -- | ---------------------------------------- | --------------------------------------------- | --------------------------------- |
| 1947      | ф  | Беглец                                   | The Fugitive                                  | отец Серра                        |
| 1950      | ф  | Рождённая быть плохой                    | Born to Be Bad                                | Гобби                             |
| 1952      | ф  | Пресловутое ранчо                        | Rancho Notorious                              | Френчи Фэйрмонт                   |
| 1953      | ф  | Лили                                     | Lili                                          | Пол Бертале                       |
| 1953      | ф  | Рыцари Круглого стола                    | Knights of the Round Table                    | король Артур                      |
| 1956      | ф  | Война и мир                              | War and Peace                                 | князь Андрей Болконский           |
| 1956      | ф  | Елена и мужчины                          | Elena et les Hommes                           | Анри де Шевенкур                  |
| 1957      | ф  | И восходит солнце                        | The Sun Also Rises                            | Роберт Кон                        |
| 1959      | ф  | Мир, плоть и дьявол                      | The World, the Flesh and the Devil            | Бенсон Такер                      |
| 1960      | ф  | Умереть от наслаждения                   | Et mourir de plaisir                          | Леопольдо де Карштейн             |
| 1960      | ф  | Руки Орлака                              | The Hands of Orlac                            | Стивен Орлак                      |
| 1962      | ф  | Дьявол и десять заповедей                | Le Diable Et Les Dix Commandements            | Филип Аллан                       |
| 1962      | ф  | Самый длинный день                       | The Longest Day                               | генерал-майор Роберт Хейнс        |
| 1963      | ф  | Шарада                                   | Charade                                       | курильщик у ночного клуба         |
| 1964      | ф  | Париж, когда там жара                    | Paris When It Sizzles                         | доктор Джекилл и мистер Хайд      |
| 1964      | ф  | Секс и незамужняя девушка                | Sex and the Single Girl                       | Руди Де Майер                     |
| 1967      | ф  | Дождись темноты                          | Wait Until Dark                               | франкоканадец на радио            |
| 1973      | с  | Коломбо                                  | Columbo                                       | Джерри Паркс                      |
| 1974      | с  | Доктор Маркус Уэлби                      | Marcus Welby, M.D.                            | Карло                             |
| 1975      | ф  | Последний выстрел                        | La polizia accusa: il Servizio Segreto uccide | судебный следователь Маннино      |
| 1975      | ф  | Подозрительная смерть несовершеннолетней | Morte sospetta di una minorenne               | полицейский суперинтендант        |
| 1977      | ф  | Съеденные заживо                         | Eaten Alive                                   | Харви Вуд                         |
| 1977      | с  | Баретта                                  | Baretta                                       | Алекс Креймер                     |
| 1977      | с  | Гавайи 5-O                               | Hawaii Five-O                                 | Эмиль Радик / отец Нилл           |
| 1978      | ф  | Возвращение капитана Немо                | The Return of Captain Nemo                    | доктор Роберт Кук                 |
| 1978      | ф  | Аморальность                             | L'immoralità                                  | муж Веры                          |
| 1978      | ф  | Чайки летают низко                       | I gabbiani volano basso                       | Роберто Микели                    |
| 1978      | ф  | Пятый этаж                               | The Fifth Floor                               | доктор Сидни Колман               |
| 1979      | ф  | Остров чудовищ                           | L’ Isola degli uomini pesce                   | Рэдклифф                          |
| 1979—1980 | с  | Даллаc                                   | Dallas                                        | Харрисон Пейдж                    |
| 1980      | ф  | Съеденные заживо                         | Mangiati vivi                                 | профессор Картер                  |
| 1980      | ф  | Город зомби                              | Incubo sulla città contaminata                | генерал Марчисон                  |
| 1981      | ф  | Лили Марлен                              | Lili Marleen                                  | Давид Мендельссон                 |
| 1981—1984 | с  | Фэлкон Крест                             | Falcon Crest                                  | Филлип Эриксон                    |
| 1982      | ф  | Одна туфля — это убийство                | One Shoe Makes it Murder                      | Карл Чарнок                       |
| 1985      | с  | Лодка любви                              | The Love Boat                                 | Джек Пауэрс                       |
| 1985      | с  | Отель                                    | Hotel                                         | Гарретт Харди / Энтони Паландрини |
| 1985—1989 | с  | Она написала убийство                    | Murder, She Wrote                             | Майлз Остин / Эрик Брам           |
| 1986      | с  | Пётр Великий                             | Peter the Great                               | Фредерик                          |
| 1986      | тф | Насилие!                                 | Outrage!                                      | судья Майкл Ленгел                |
| 1996      | тф | Екатерина Великая                        | Katharina die Große                           | патриарх                          |

### на английском языке
- Kashner, Sam; Macnair, Jennifer (2003). The bad & the beautiful: Hollywood in the fifties. W. W. Norton & Company, 382 pages. ISBN 978-0-3933-2436-5
- Monush, Barry (2003). The Encyclopedia of Hollywood Film Actors: From the Silent Era to 1965, Volume 1. Applause Theatre & Cinema Books, 832 pages. ISBN 978-1-5578-3551-2
- Paris, Barry (2001). Audrey Hepburn. Penguin Publishing Group,  496 pages. ISBN 978-0-4251-8212-3